# Deadly Moves
Deadly Moves (nommé aussi Power Moves sur Super Nintendo et Power Athlete au Japon) est un jeu vidéo de combat sorti en 1992 sur Mega Drive et Super Nintendo.